# William Brade
William Brade (* 1560 in England; † 26. Februar 1630 in Hamburg) war ein englischer Komponist, Violinist und Gambenvirtuose der Spätrenaissance und des Frühbarock, der größtenteils im norddeutschen Raum tätig war.

## Leben
Über William Brades Frühwerk ist wenig bekannt. Zu seiner Ausbildung äußert sich Brade im Vorwort seiner Paduanen von 1609, er habe sich der edlen und schönen Kunst der Music/von Jugend auff beflissen.  Brade kam wohl um 1594 aufs Festland und hat seit dieser Zeit keine Vokalmusik mehr geschrieben. In den Jahren 1594 bis 1596 war er am Kopenhagener Hof des dänischen Königs Christian IV., danach am Brandenburgischen Hof in Berlin, von 1606 bis 1608 und von 1611 bis 1613 beim Grafen Ernst zu Holstein-Schaumburg auf Schloss Bückeburg tätig. In der Zeit von 1608 bis 1610 sowie von 1613 bis 1615 wirkte er in der Hamburger Ratskapelle, danach in Kopenhagen (1615 bis 1618 und 1620 bis 1622), Güstrow (1618), Halle (1618 bis 1619) und erneut Berlin (1619 bis 1620), ab 1622 auf Schloss Gottorf und schließlich ab 1625 wieder in Hamburg. Zu seinen Schülern werden Johann Schop, David Cramer († 1666) und Nicolaus Bleyer gezählt.
Der Erfolg Brades als Instrumentalist und Komponist zeigt sich in der für seine Zeit ansehnlichen Anzahl von fünf gedruckten Sammlungen, die ausschließlich von ihm komponierte oder bearbeitete Tänze enthalten. Brade gelingt es in diesen Werken den gebräuchlichen Instrumentaltanz zur Klangfülle altenglischer Kammermusik zu bringen. Brade war der erste Engländer, von dem eine Canzona und ein Solo-Stück für Violine überliefert ist. Die beiden letzten Drucke erschienen bei Phalèse in Antwerpen 1619 und ein weiterer 1621 in Berlin. In verschiedenen Sammeldrucken ist er mit anderen Komponisten seiner Zeit vertreten.

## Werke
- William Brade, Newe ausserlesene Paduanen, Galliarden, Canzonen, Allmand und Coranten auff allen musicalischen Instrumenten lieblich zu gebrauchen (mit 5 Stimmen), Hamburg 1609.
- William Brade, Newe ausserlesene Paduanen und Galliarden auff allen musicalischen Instrumenten und insonderheit Fiolen (sic!) lieblich zu gebrauchen (mit 6 Stimmen), Hamburg 1614.